# Galassie Topo
Le Galassie Topo (note anche con la loro sigla di catalogo NGC 4676) sono due galassie spirali interagenti nella costellazione della Chioma di Berenice.
Si trovano a circa 290 milioni di anni luce da noi e si mostrano in via di collisione e di fusione fra loro. Il loro nome proprio è dovuto alle lunghe code di marea prodotte dalla forza di marea conosciuta come marea galattica. Appartengono all'Ammasso della Chioma ed è possibile che entrambe le galassie abbiamo già sperimentato una collisione. I loro colori sono particolari: nella galassia superiore un nucleo con alcune bande oscure è circondato da un resto bianco-blu dei bracci di spirale; la coda è insolita, iniziando dal colore blu e terminando con il colore giallo, nonostante il fatto che la parte iniziale di ogni braccio nelle galassie spirali inizi con il colore giallo e termini col blu. La galassia in basso è più simile al normale, con un nucleo giallo e due archi; ciò che resta dei suoi bracci è blu.